# Baicalancylus kobelti
Baicalancylus kobelti е вид коремоного от семейство Acroloxidae. Видът не е застрашен от изчезване.

## Разпространение
Разпространен е в Русия (Бурятия).

## Описание
Популацията на вида е стабилна.